# Isabella Stewart Gardner Museum
Isabella Stewart Gardner Museum er et kunstmuseum i Boston, Massachusetts, som rummer betydningsfulde eksempler på europæisk, asiatisk og amerikansk kunst. Dets samling omfatter malerier, skulptur, gobeliner og dekorativ kunst. Det blev grundlagt af Isabella Stewart Gardner, hvis testamente opfordrede til, at hendes kunstsamling blev udstillet permanent "til uddannelse og nydelse for offentligheden for altid."
Museet åbnede i 1903. En fløj designet af den italienske arkitekt Renzo Piano, der støder op til den oprindelige struktur nær Back Bay Fens, blev færdig i 2012.
I 1990 blev tretten af museets værker stjålet; forbrydelsen er uopklaret, og værkerne, der er vurderet til 500 millioner dollars, er ikke blevet fundet.

## De tretten stjåldne kunstværker
- Koncerten – Johannes Vermeer
- Stormen på Genesaret sø – Rembrandt
- A Lady and Gentleman in Black – Rembrandt
- Landscape with Obelisk – Govert Flinck
- Chez Tortoni – Édouard Manet
- Selvportræt – Rembrandt
- La Sortie de Pesage – Degas
- Cortege aux Environs de Florence – Degas
- Program for an Artistic Soirée 1 – Degas
- Program for an Artistic Soirée 2 – Degas
- Three Mounted Jockeys – Degas

### Link til billeder af værker med copyright
- Kinesisk bronze bæger
- Faneknop udformet som en Fransk Kejser Ørn